# Hírös Naptár

Hírös Naptár

A Hírös Naptár értékőrző helytörténeti lap, amely havi rendszerességgel, Kecskeméten jelenik meg. Az ingyenes újság a hírös várost érintő évfordulókról, jubileumokról számol be 2007 óta. Felelős szerkesztője Varga Géza.
A Hírös Naptár terjesztése speciális úton történik, elsősorban a város közgyűjteményeiben, ügyfélszolgálati irodáiban és orvosi rendelőiben lehet hozzájutni.